# Список пресмыкающихся Афганистана
Список пресмыкающихся Афганистана
На территории Афганистана обитает 111 видов пресмыкающихся.  
Среди них только один вид черепах, 76 видов ящериц и 34 вида змей.

## Testudines—Черепахи

### Testudinidae—Сухопутные черепахи

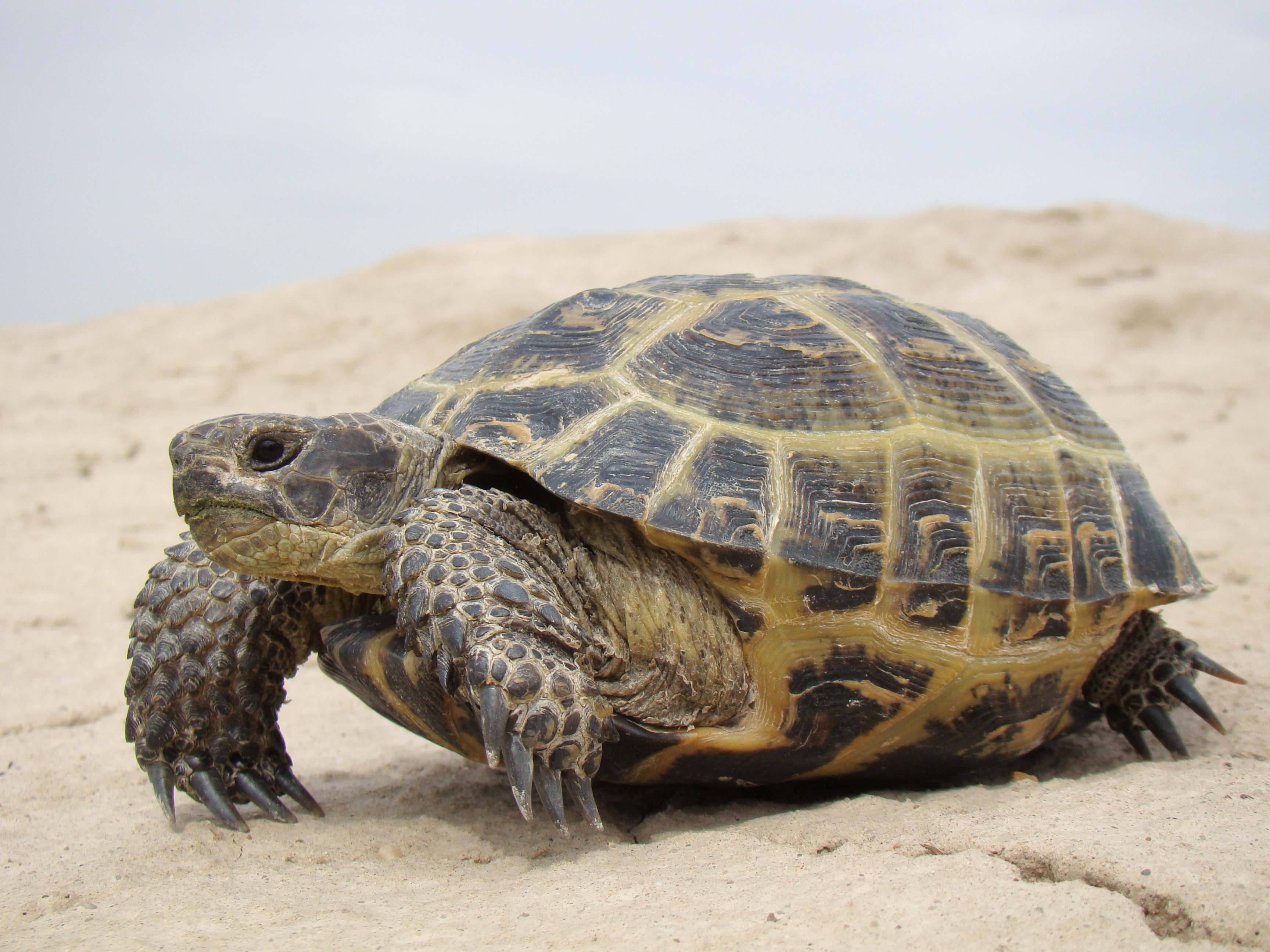
Testudo horsfieldii

- Testudo — европейские сухопутные черепахи
  - Testudo horsfieldii (Agrionemys horsfieldii) — среднеазиатская черепаха

## Lacertilia—Ящерицы

### Gekkonidae—Гекконовые

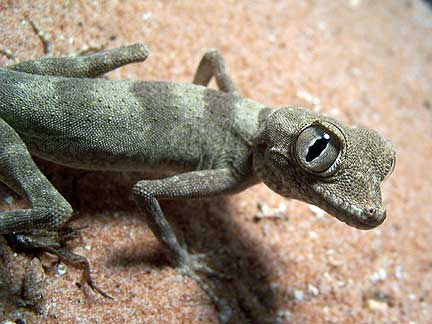
Agamura persica

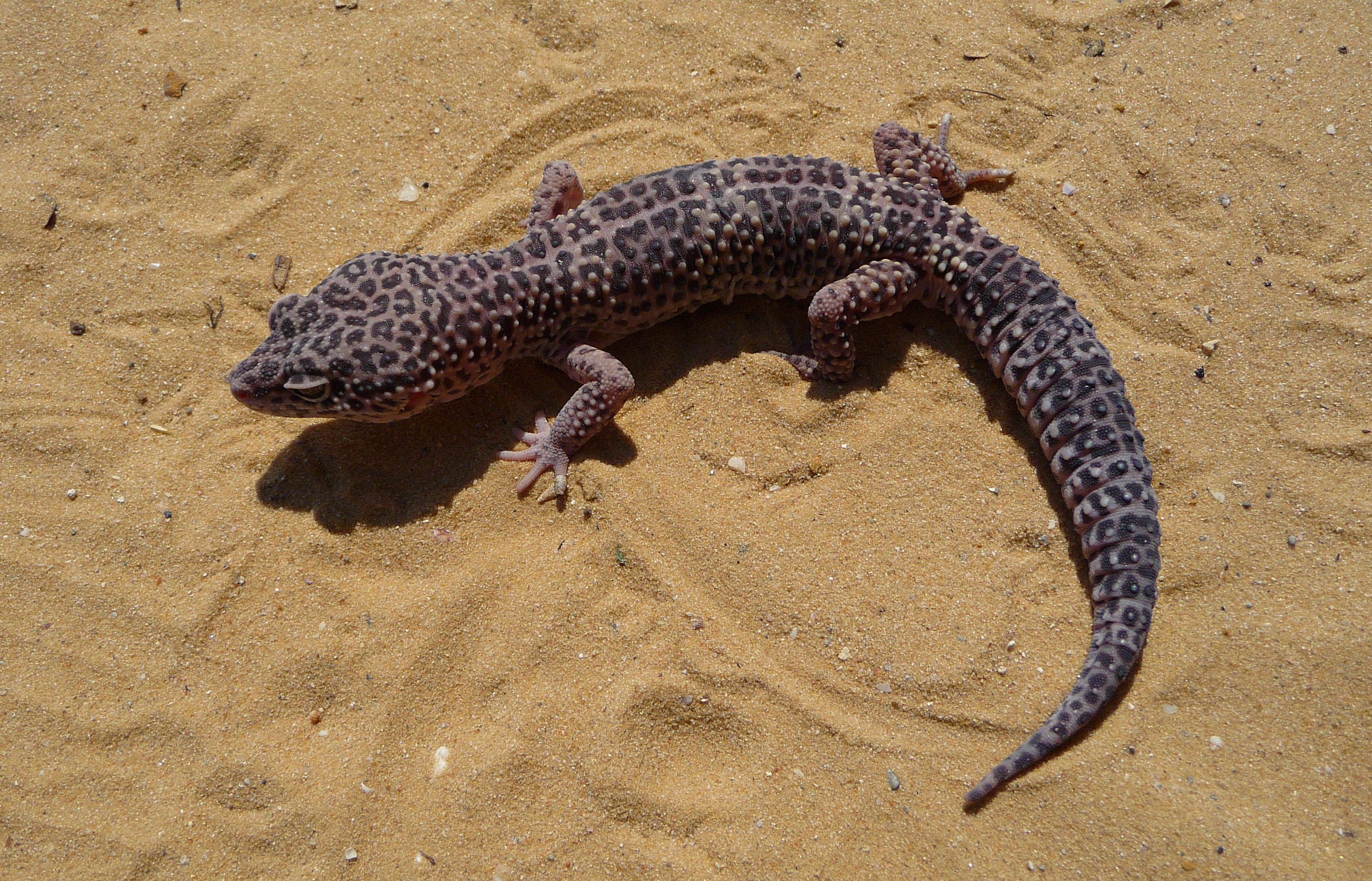
Eublepharis macularius

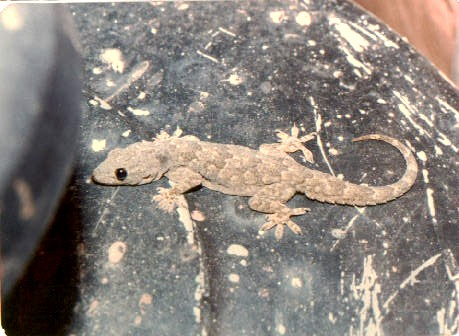
Hemidactylus flaviviridis

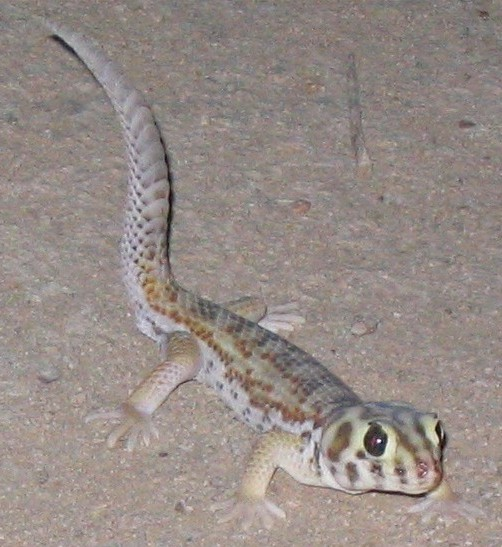
Teratoscincus scincus

- Agamura — агамуры (крысохвостые гекконы)
  - Agamura persica — персидский крысохвостый геккон (персидская агамура)
- Alsophylax — североазиатские геккончики
  - Alsophylax laevis — гладкий геккончик
  - Alsophylax pipiens — пискливый геккончик
- Bunopus — южноазиатские геккончики
  - Bunopus tuberculatus — бугорчатый геккончик
- Asiocolotes
  - Asiocolotes levitoni (Tropiocolotes levitoni, Altiphylax levitoni) — тропиколот Левитона; эндемик северо-восточного Афганистана
- Crossobamon — гребнепалые гекконы
  - Crossobamon eversmanni — гребнепалый геккон
- Cyrtopodion — тонкопалые гекконы
  - Cyrtopodion caspium — каспийский геккон
  - Cyrtopodion fedtschenkoi — туркестанский геккон
  - Cyrtopodion longipes — длинноногий геккон
  - Cyrtopodion scabrum — египетский голопалый (тонкопалый) геккон
  - Cyrtopodion turcmenicum — туркменский геккон
  - Cyrtopodion voraginosum; эндемик Афганистана, описан в 1984 году
  - Cyrtopodion watsoni — голопалый (тонкопалый) геккон Уотсона
- Eublepharis — эублефары
  - Eublepharis macularius — пятнистый эублефар
- Hemidactylus — полупалые гекконы (домовые гекконы)
  - Hemidactylus flaviviridis — жёлто-зелёный полупалый геккон
- Teratoscincus — сцинковые гекконы
  - Teratoscincus bedriagai — сцинковый геккон Бедряги
  - Teratoscincus microlepis — мелкочешуйчатый сцинковый геккон
  - Teratoscincus scincus — сцинковый геккон

### Agamidae—Агамовые
- Calotes — калоты
  - Calotes versicolor — калот-кровосос
- Laudakia — азиатские горные агамы
  - Laudakia agrorensis
  - Laudakia badakhshana
  - Laudakia caucasia — кавказская агама
  - Laudakia erythrogastra — хорасанская агама
  - Laudakia himalayana — гималайская агама
  - Laudakia lehmanni — туркестанская агама
  - Laudakia microlepis — мелкочешуйная агама
  - Laudakia nupta — крупночешуйная агама
  - Laudakia nuristanica — нуристанская агама
  - Laudakia tuberculata — кашмирская агама
- Phrynocephalus — круглоголовки
  - Phrynocephalus clarkorum — круглоголовка Кларков

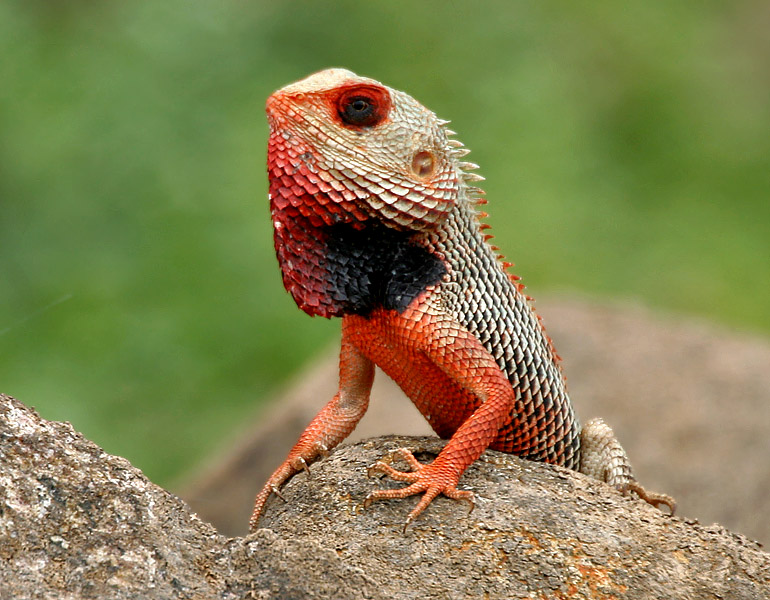
Calotes versicolor

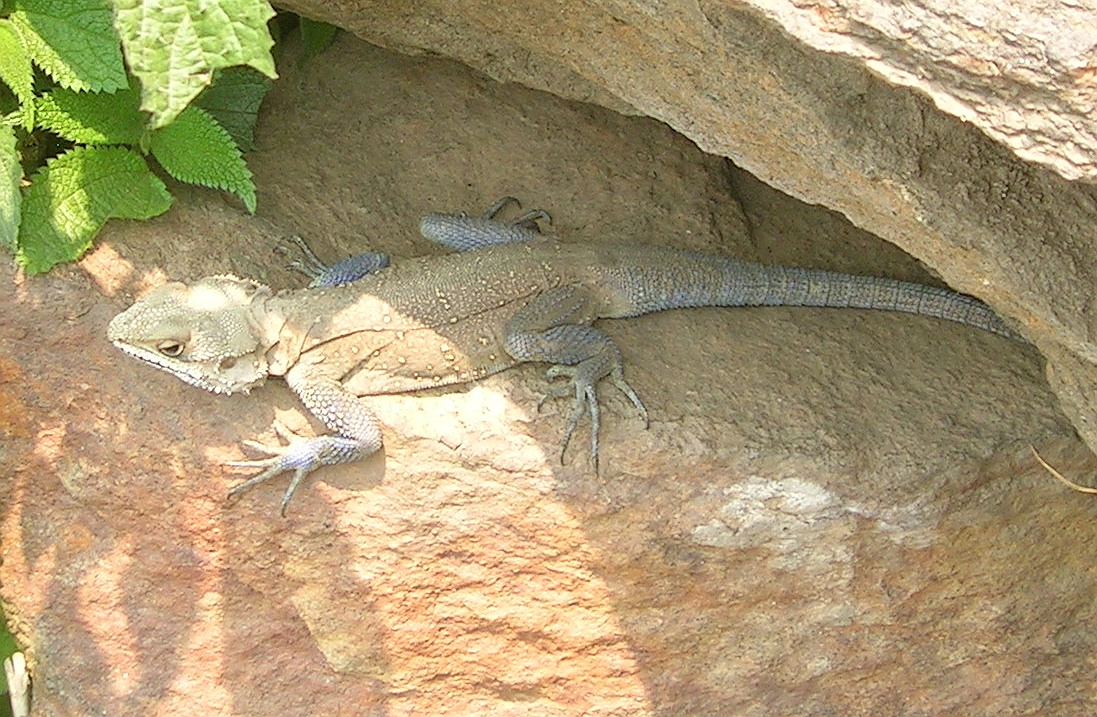
Laudakia tuberculata

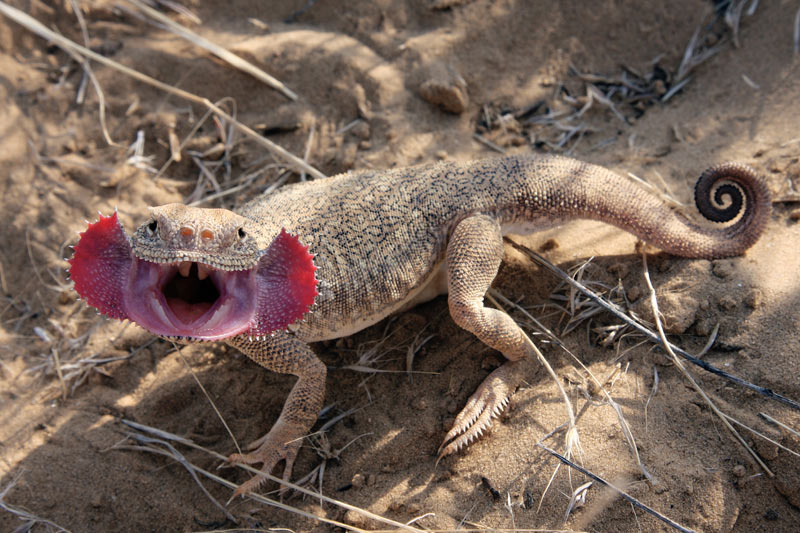
Phrynocephalus mystaceus

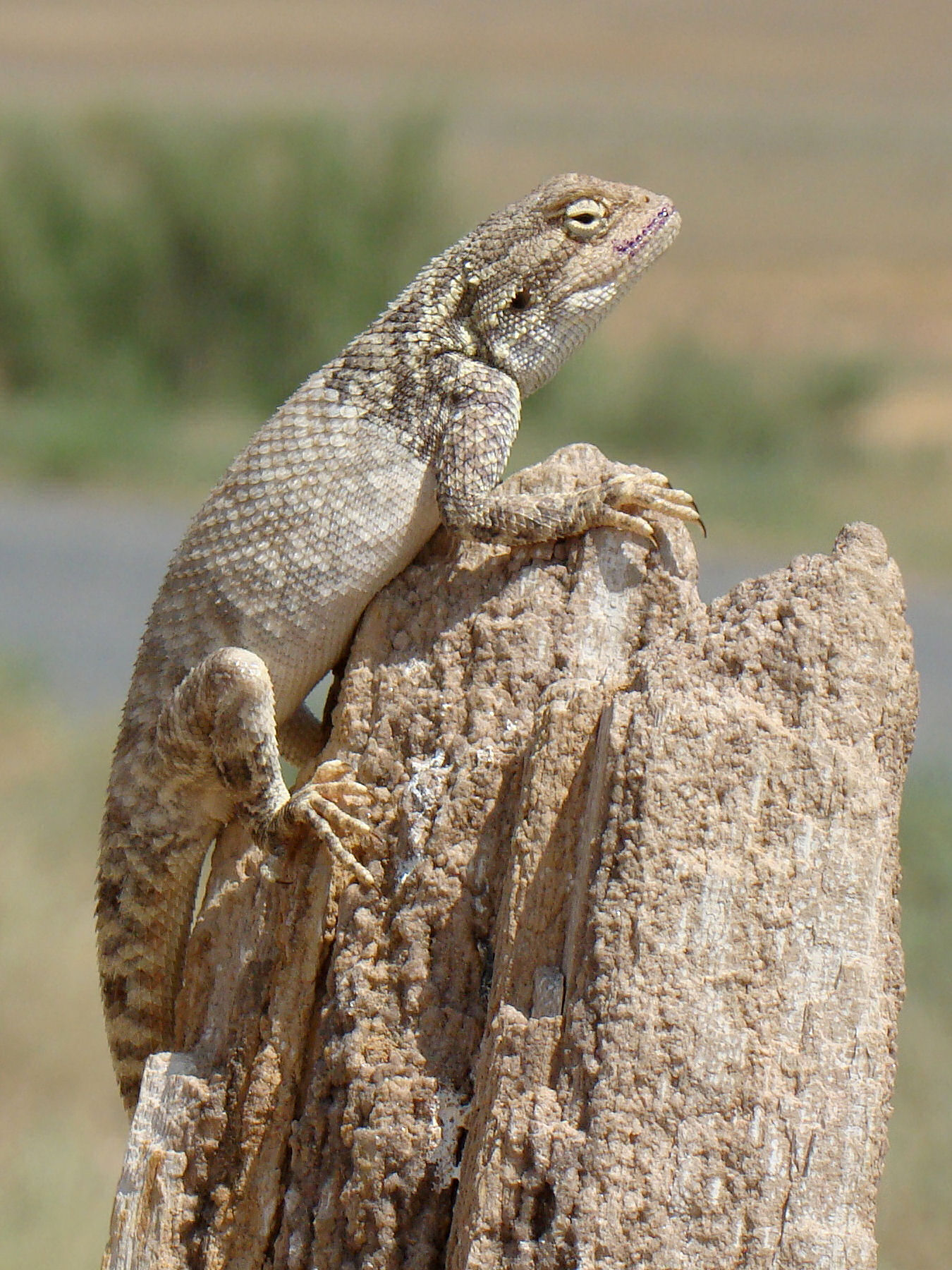
Trapelus sanguinolentus

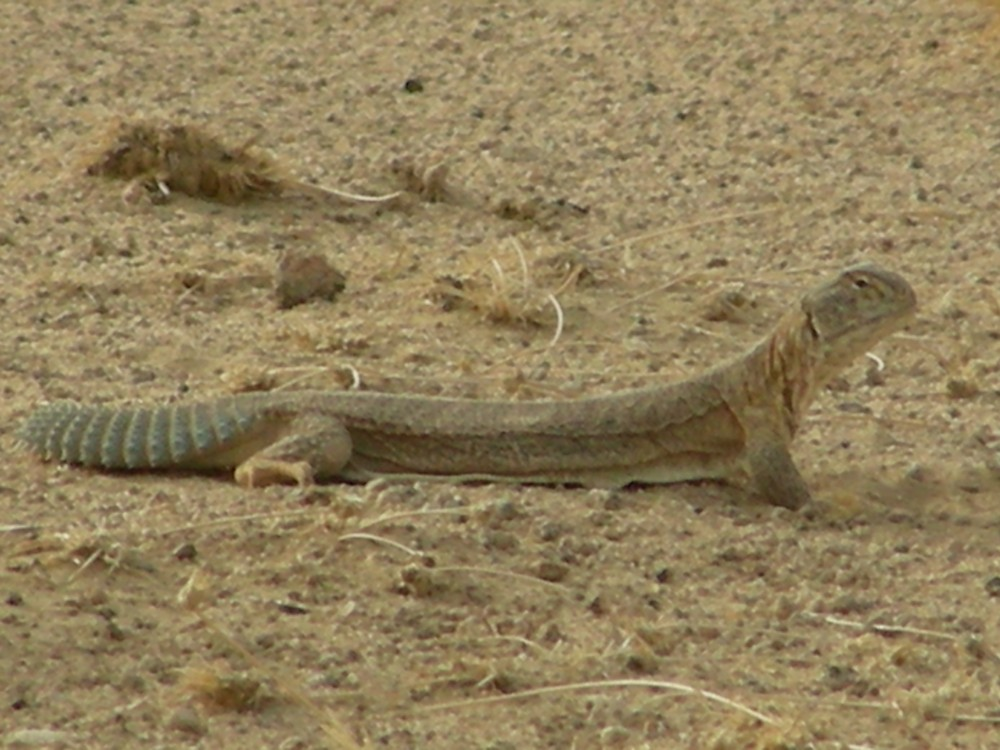
Uromastyx hardwickii

  - Phrynocephalus euptilopus
  - Phrynocephalus interscapularis — песчаная круглоголовка
  - Phrynocephalus luteoguttatus — желтопятнистая круглоголовка
  - Phrynocephalus maculatus — пятнистая круглоголовка
  - Phrynocephalus mystaceus — ушастая круглоголовка
  - Phrynocephalus ornatus — украшенная круглоголовка
  - Phrynocephalus raddei — закаспийская круглоголовка
  - Phrynocephalus reticulatus — сетчатая круглоголовка
  - Phrynocephalus scutellatus
- Trapelus — равнинные агамы
  - Trapelus agilis — проворная агама
  - Trapelus megalonyx — афганская агама
  - Trapelus ruderatus — равнинная агама
  - Trapelus sanguinolentus — степная агама
- Uromastyx — шипохвосты
  - Uromastyx asmussi
  - Uromastyx hardwickii — индийский шипохвост

### 

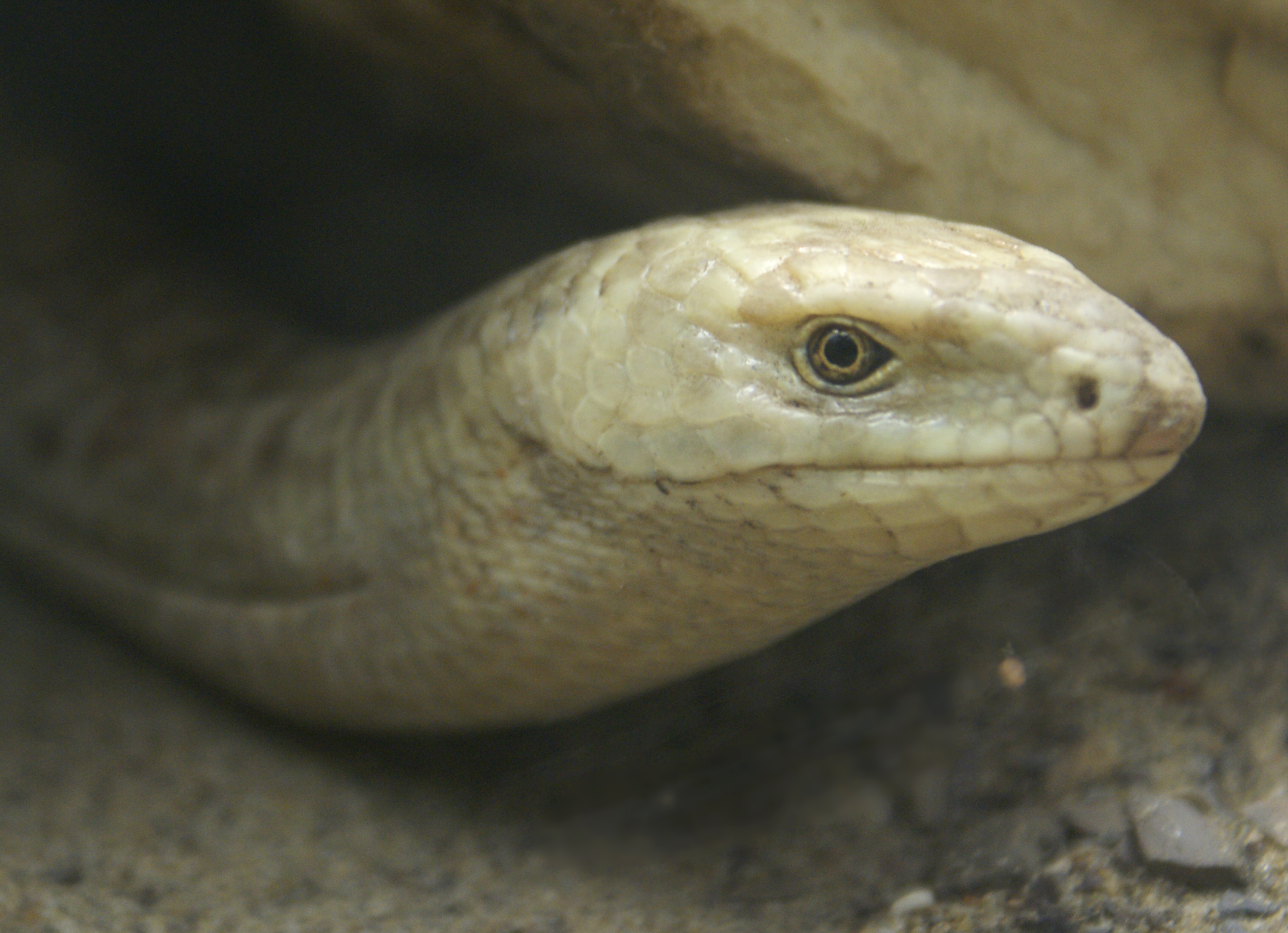
Pseudopus apodus

### Anguidae—Веретенициевые
- Pseudopus — панцирные веретеницы
  - Pseudopus apodus — желтопузик

### Scincidae—Сцинковые
- Ablepharus — гологлазы
  - Ablepharus bivittatus — полосатый гологлаз
  - Ablepharus grayanus — малый гологлаз
  - Ablepharus pannonicus — азиатский гологлаз
- Eumeces — длинноногие сцинки
  - Eumeces blythianus
  - Eumeces schneideri — длинноногий сцинк
- Eurylepis — щитковые сцинки
  - Eurylepis taeniolatus — щитковый сцинк
- Eutropis — азиатские мабуи

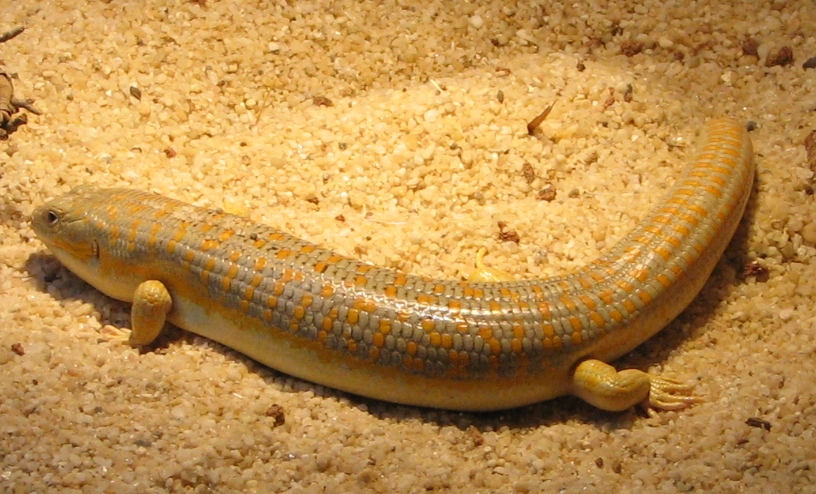
Eumeces schneideri

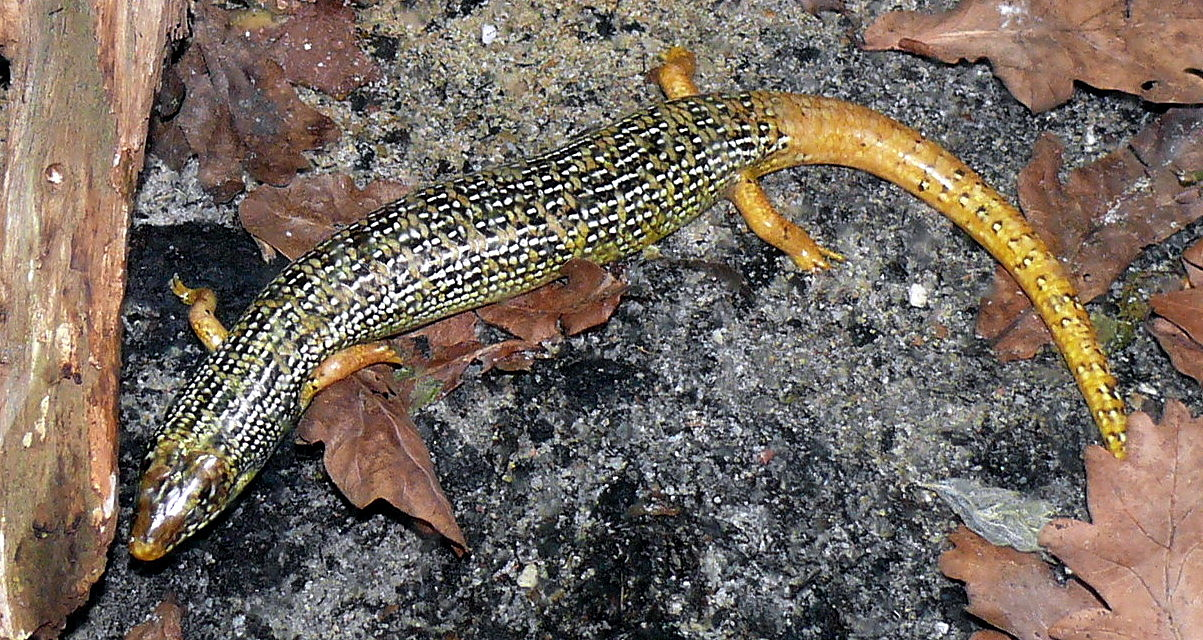
Eurylepis taeniolatus

  - Eutropis dissimilis (Mabuya dissimilis) — североиндийская мабуя
- Ophiomorus — змееящерицы
  - Ophiomorus brevipes — коротконогая змееящерица
  - Ophiomorus chernovi — змееящерица Чернова
  - Ophiomorus tridactylus — трёхпальцевая змееящерица
- Trachylepis — африканские мабуи
  - Trachylepis aurata (Mabuya aurata, Euprepis auratus) — золотистая мабуя

### Lacertidae—Настоящие ящерицы
- Acanthodactylus — гребнепалые ящерицы

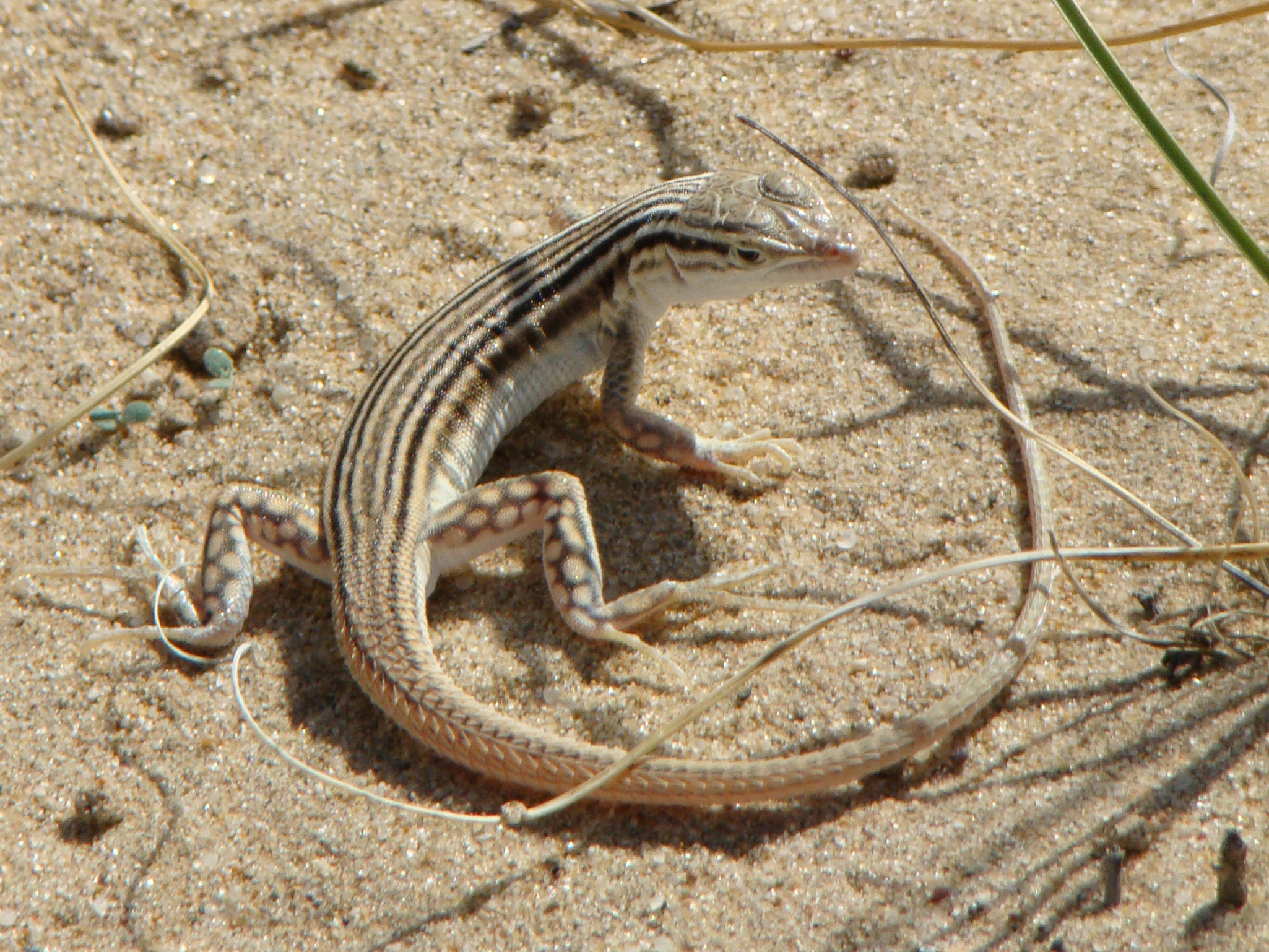
Eremias lineolata

  - Acanthodactylus blanfordii
  - Acanthodactylus cantoris
  - Acanthodactylus micropholis
- Eremias — ящурки
  - Eremias acutirostris — остроносая ящурка
  - Eremias afghanistanica — высокогорная афганская ящурка
  - Eremias aria — афганская ящурка
  - Eremias fasciata — систанская ящурка
  - Eremias grammica — сетчатая ящурка
  - Eremias lineolata — линейчатая ящурка
  - Eremias nigrocellata — черноглазчатая ящурка
  - Eremias persica — персидская ящурка
  - Eremias regeli — таджикская ящурка
  - Eremias scripta — полосатая (песчаная) ящурка
  - Eremias velox — быстрая ящурка
- Mesalina — месалины
  - Mesalina guttulata — крапчатая месалина
  - Mesalina watsonana — персидская месалина
- Ophisops — змееголовки
  - Ophisops jerdonii — змееголовка Джердона

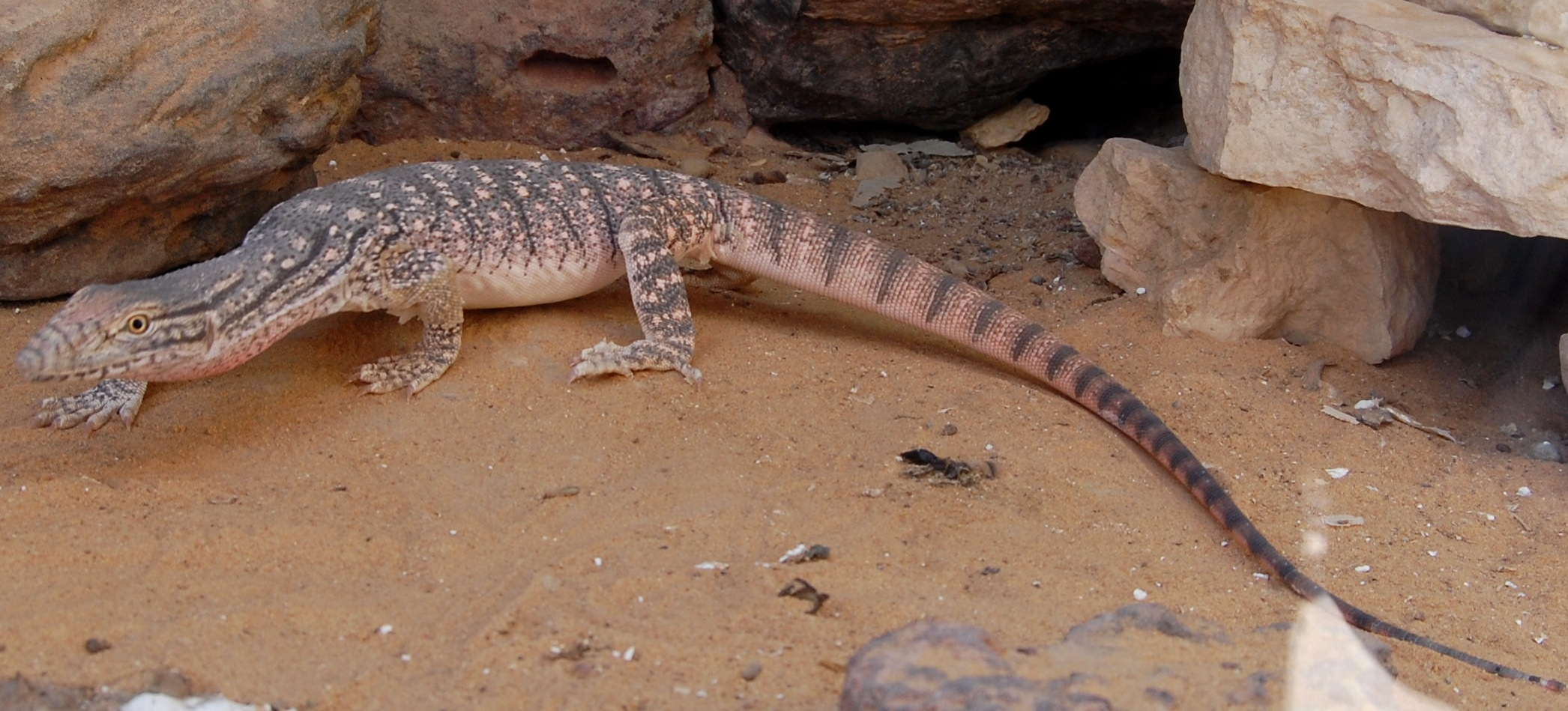
Varanus griseus

### Varanidae—Вараны
- Varanus — вараны
  - Varanus bengalensis — бенгальский варан
  - Varanus griseus — пустынный варан

## Serpentes—Змеи

### Leptotyphlopidae—Узкоротые змеи
- Myriopholis
  - Myriopholis blanfordi (Leptotyphlops blanfordi) — узкоротая змея Блэнфорда

### Typhlopidae—Слепозмейки
- Typhlops — слепозмейки

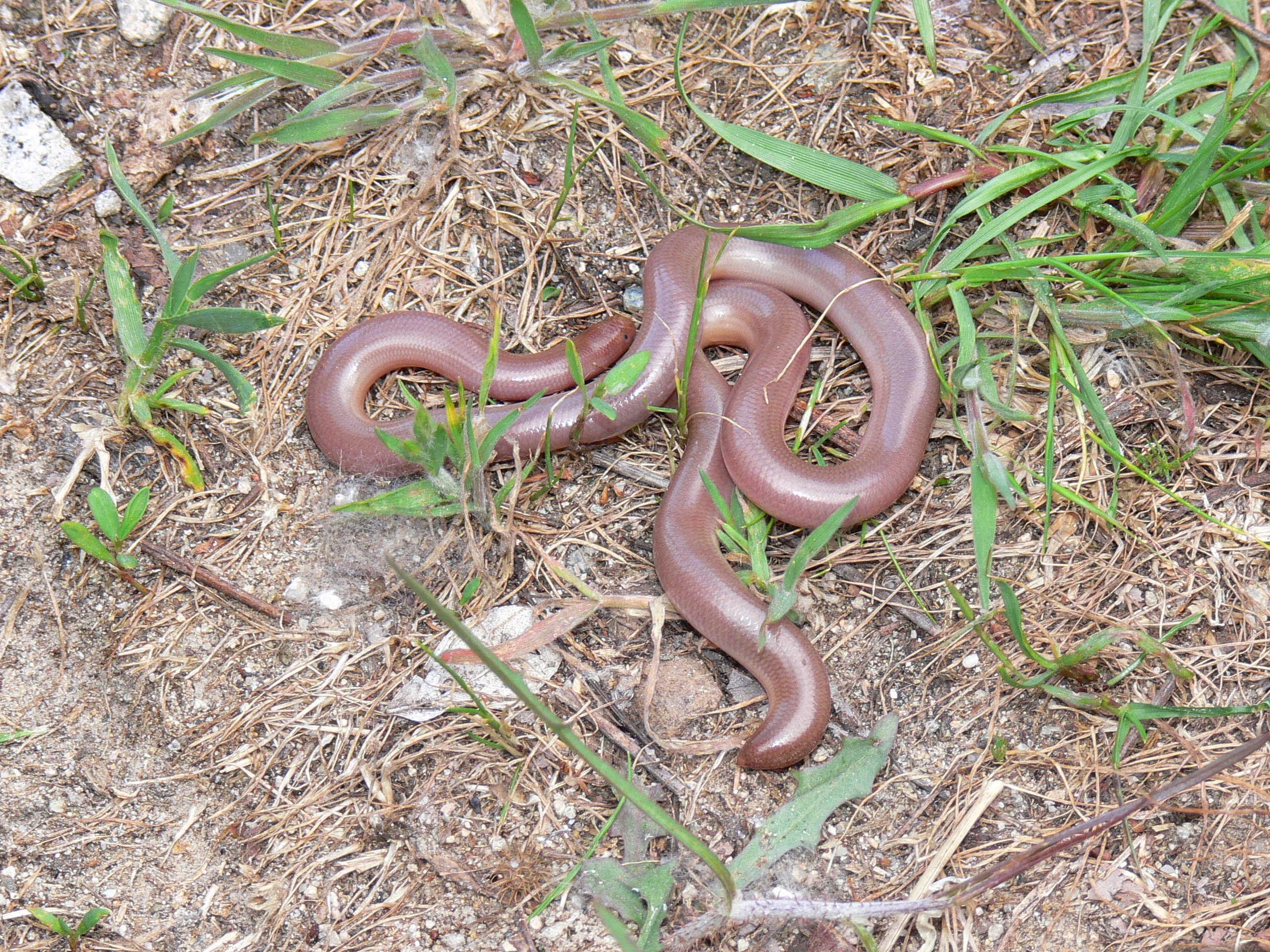
Typhlops vermicularis

  - Typhlops vermicularis — червеобразная слепозмейка

### Boidae—Ложноногие
- Eryx — удавчики
  - Eryx elegans — стройный удавчик
  - Eryx johnii — индийский удавчик
  - Eryx miliaris — песчаный удавчик
  - Eryx tataricus — восточный удавчик

### Colubridae—Ужеобразные
- Boiga — бойги
  - Boiga trigonata — индийская бойга
- Elaphe — лазающие полозы
  - Elaphe dione — узорчатый полоз
- Hemorrhois

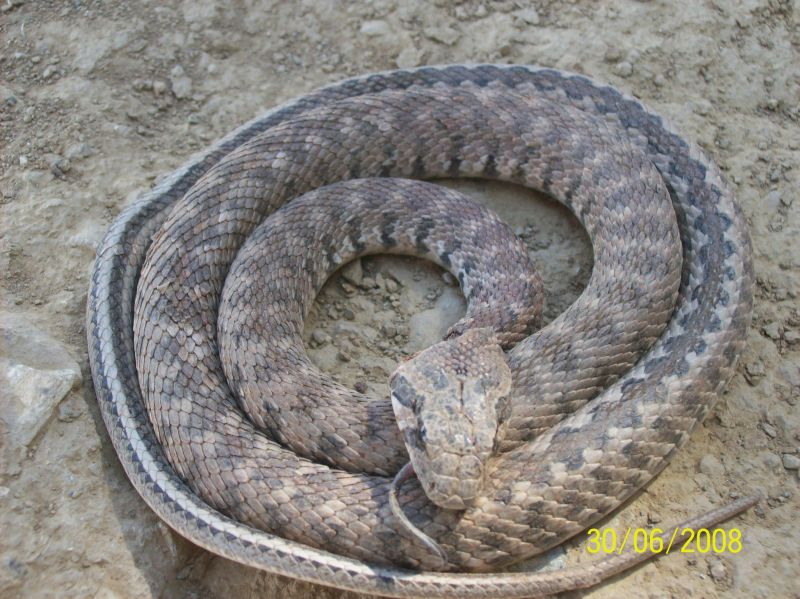
Hemorrhois ravergieri

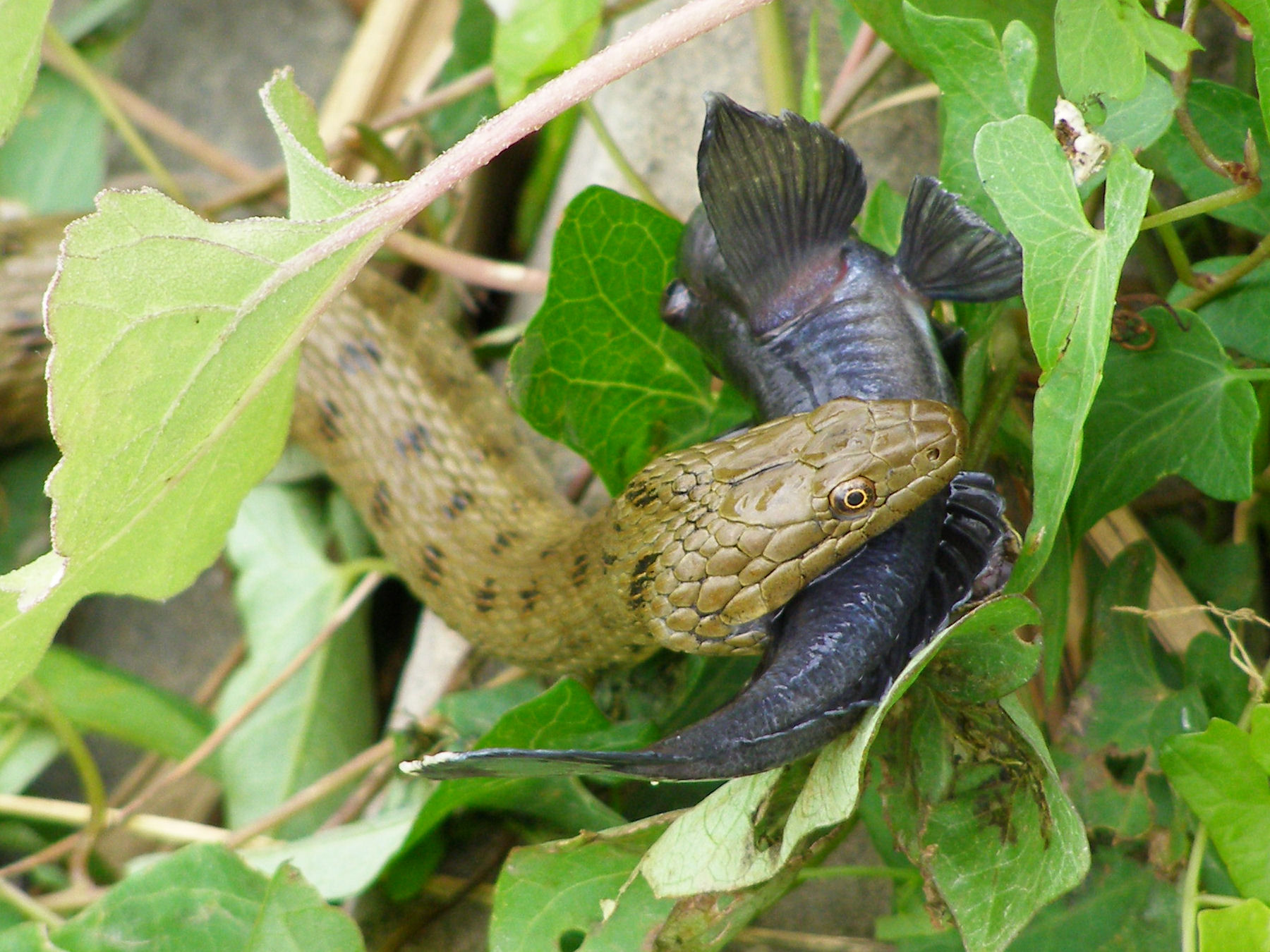
Natrix tessellata

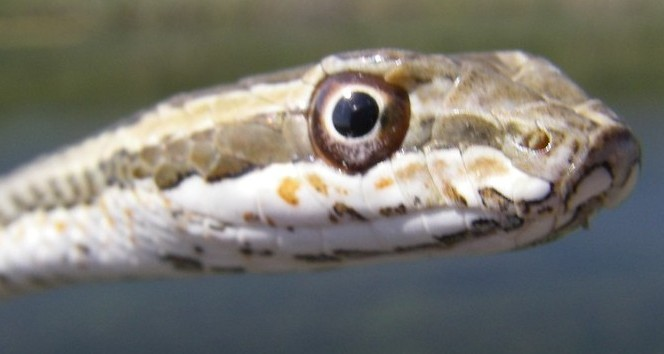
Psammophis lineolatus

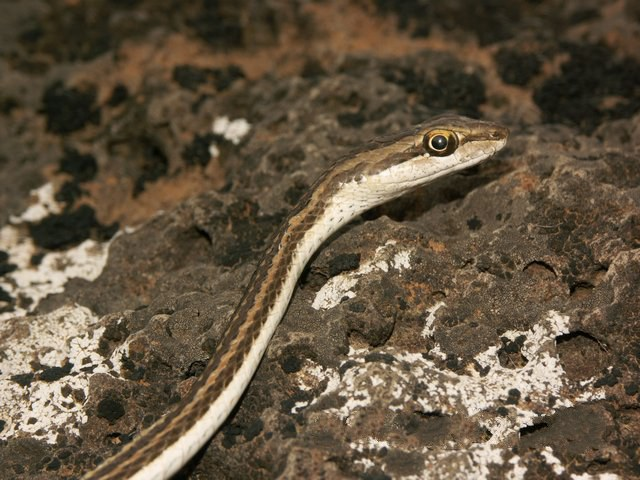
Psammophis schokari

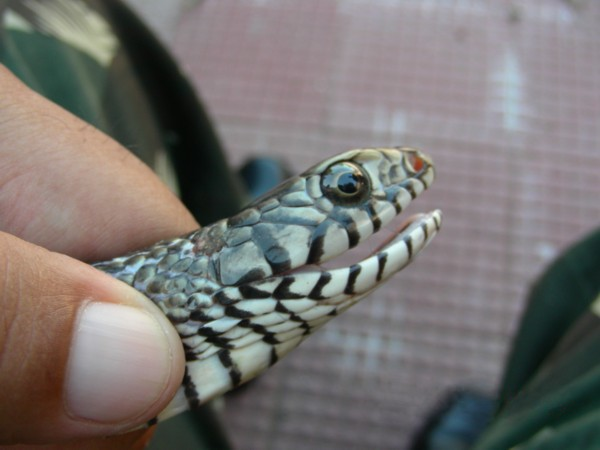
Ptyas mucosa

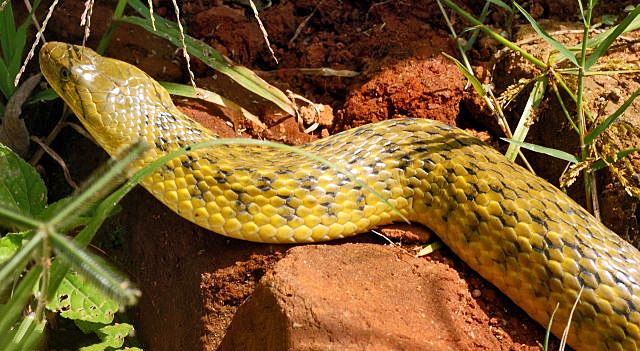
Xenochrophis piscator

  - Hemorrhois ravergieri (Coluber ravergieri) — разноцветный полоз
- Lycodon — волкозубы
  - Lycodon striatus — поперечнополосатый волкозуб
- Lytorhynchus — литоринхи
  - Lytorhynchus maynardi — литоринх Майнарда
  - Lytorhynchus ridgewayi — афганский литоринх
- Natrix — настоящие ужи
  - Natrix tessellata — водяной уж
- Oligodon — олигодоны
  - Oligodon taeniolatus — изменчивый олигодон
- Platyceps
  - Platyceps karelini (Coluber karelini) — поперечнополосатый полоз
  - Platyceps rhodorachis (Coluber rhodorhachis) — краснополосый полос
  - Platyceps ventromaculatus
- Psammophis — песчаные змеи
  - Psammophis leithii — пакистанская песчаная змея
  - Psammophis lineolatus — стрела-змея
  - Psammophis schokari — песчаная змея (зериг)
- Pseudocyclophis — псевдоциклофис
  - Pseudocyclophis persicus (Eirenis persicus) — персидский псевдоциклофис
- Ptyas — большеглазые полозы
  - Ptyas mucosa — большеглазый полоз
- Spalerosophis — чешуелобые полозы
  - Spalerosophis diadema — чешуелобый полоз
- Telescopus — кошачьи змеи
  - Telescopus rhinopoma — иранская кошачья змея
- Xenochrophis
  - Xenochrophis piscator (Natrix piscator) — уж-рыболов

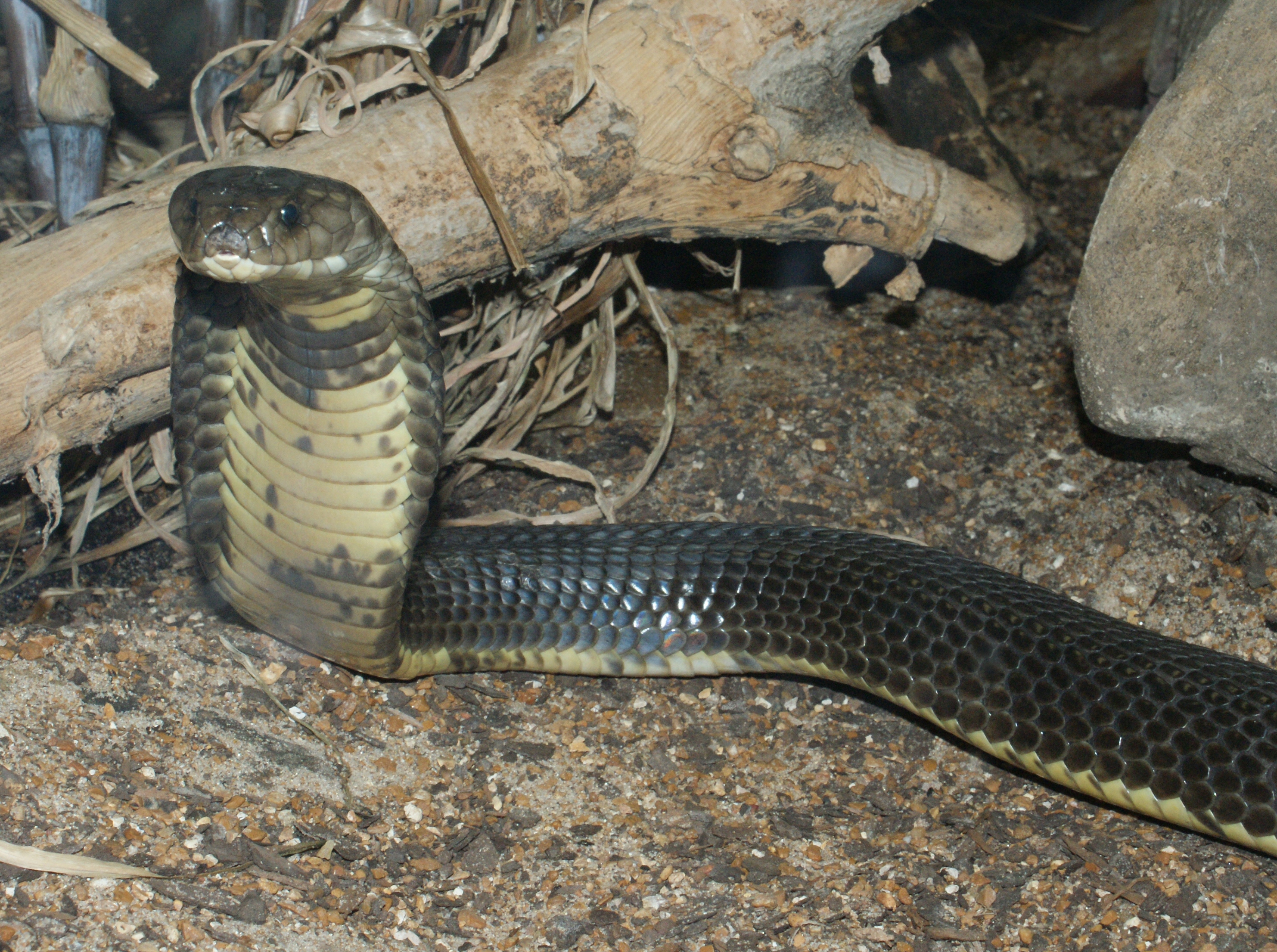
Naja oxiana

### Elapidae—Аспидовые
- Bungarus — крайты
  - Bungarus caeruleus — индийский крайт
- Naja — настоящие кобры
  - Naja naja — очковая змея
  - Naja oxiana — среднеазиатская кобра

### Viperidae—Гадюковые змеи
- Echis — эфы
  - Echis carinatus — песчаная эфа
- Eristicophis — спорные гадюки
  - Eristicophis macmahoni — спорная гадюка
- Gloydius — щитомордники
  - Gloydius halys — обыкновенный щитомордник
  - Gloydius intermedius
- Macrovipera — гигантские гадюки
  - Macrovipera lebetina — гюрза
- Pseudocerastes — ложнорогатые гадюки

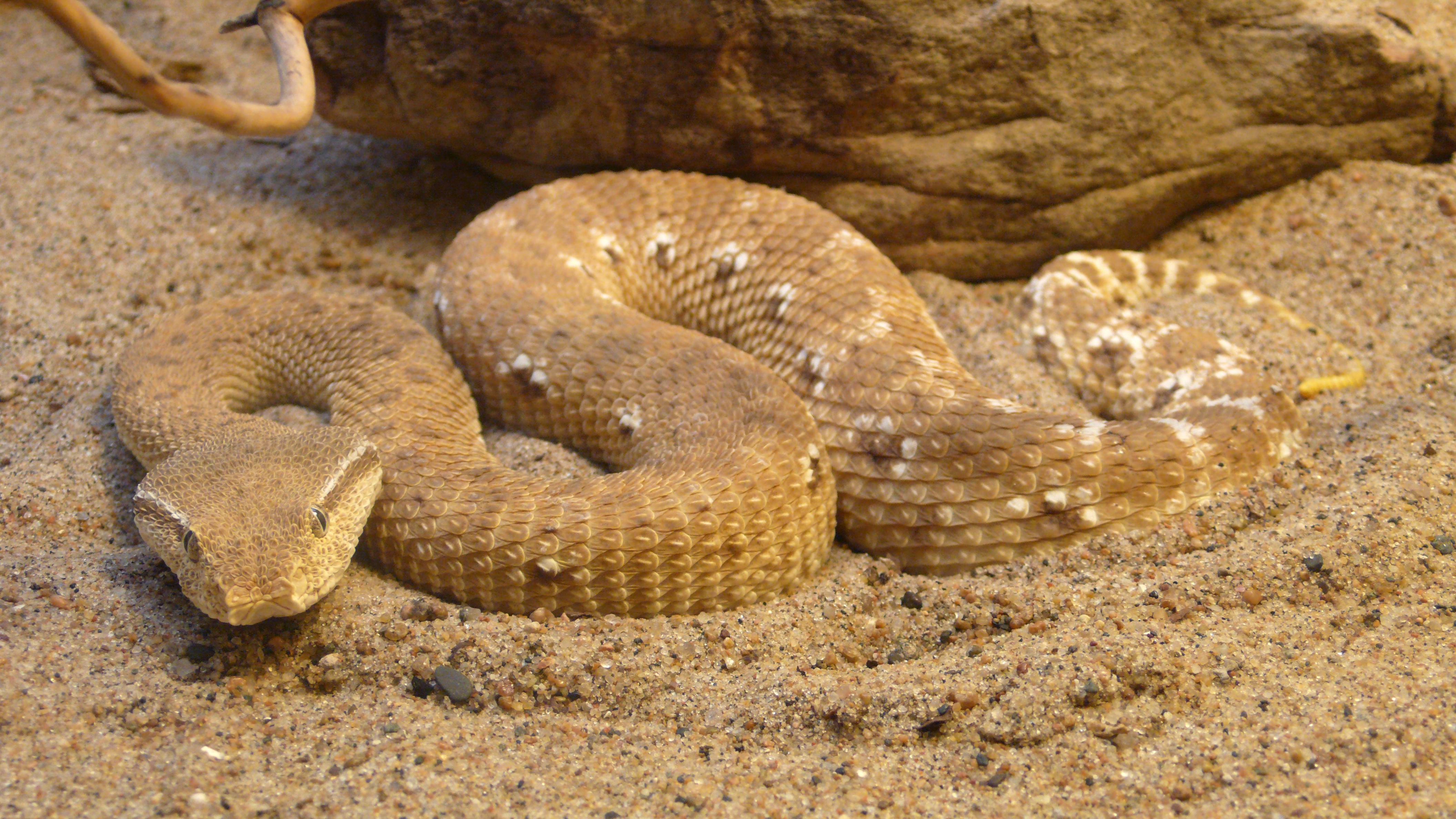
Eristicophis macmahonii

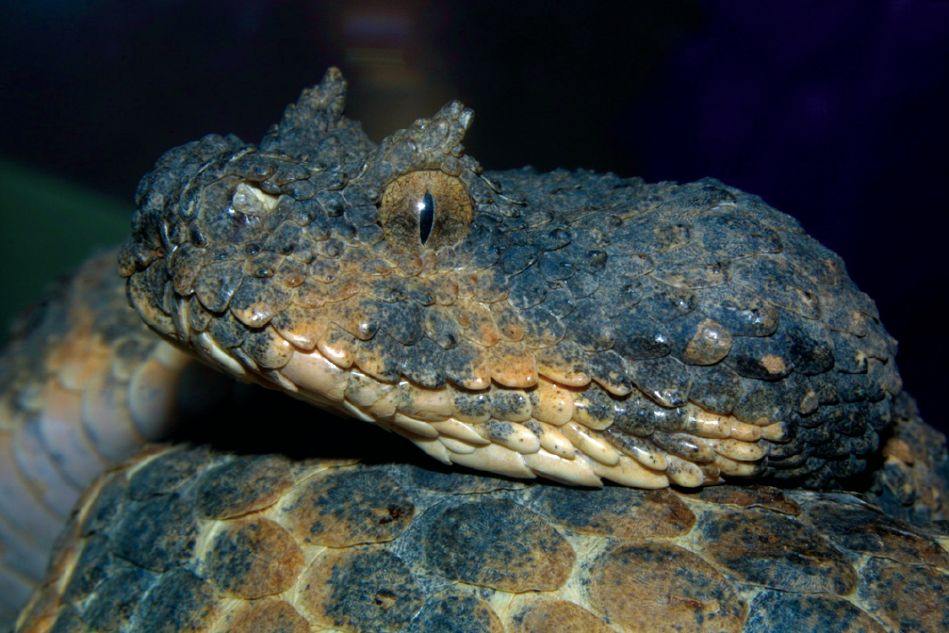
Pseudocerastes persicus

  - Pseudocerastes persicus — персидская (персидская ложнорогатая) гадюка